# Nerax rufipes
Nerax rufipes là một loài ruồi trong họ Asilidae. Nerax rufipes được Macquart miêu tả năm 1838. Loài này phân bố ở vùng Tân nhiệt đới.